# بلودر (کالیفرنیا)
بلودر (به انگلیسی: Belvedere) شهری در شهرستان مارین ایالت کالیفرنیا است که در سرشماری سال ۲۰۱۰ میلادی، ۲۰۶۵۸ نفر جمعیت داشته است.